# Кодбронд
Кодбро́нд (фр. Caudebronde) — коммуна во Франции, находится в регионе Лангедок — Руссильон. Департамент коммуны — Од. Входит в состав кантона Ма-Кабарде. Округ коммуны — Каркасон.
Код INSEE коммуны — 11079.

## Население
Население коммуны на 2008 год составляло 166 человек.
| 1962 | 1968 | 1975 | 1982 | 1990 | 1999 | 2008 |
| ---- | ---- | ---- | ---- | ---- | ---- | ---- |
| 190  | 195  | 180  | 154  | 151  | 150  | 166  |

## Экономика
В 2007 году среди 87 человек в трудоспособном возрасте (15—64 лет) 58 были экономически активными, 29 — неактивными (показатель активности — 66,7 %, в 1999 году было 70,1 %). Из 58 активных работали 50 человек (30 мужчин и 20 женщин), безработных было 8 (2 мужчин и 6 женщин). Среди 29 неактивных 7 человек были учащимися или студентами, 9 — пенсионерами, 13 были неактивными по другим причинам.

## Достопримечательности
- Церковь Св. Петра в оковах (XVII век)
- Часовня Сен-Пьер (XV век)